# Friedenskirche (Köln-Mülheim)

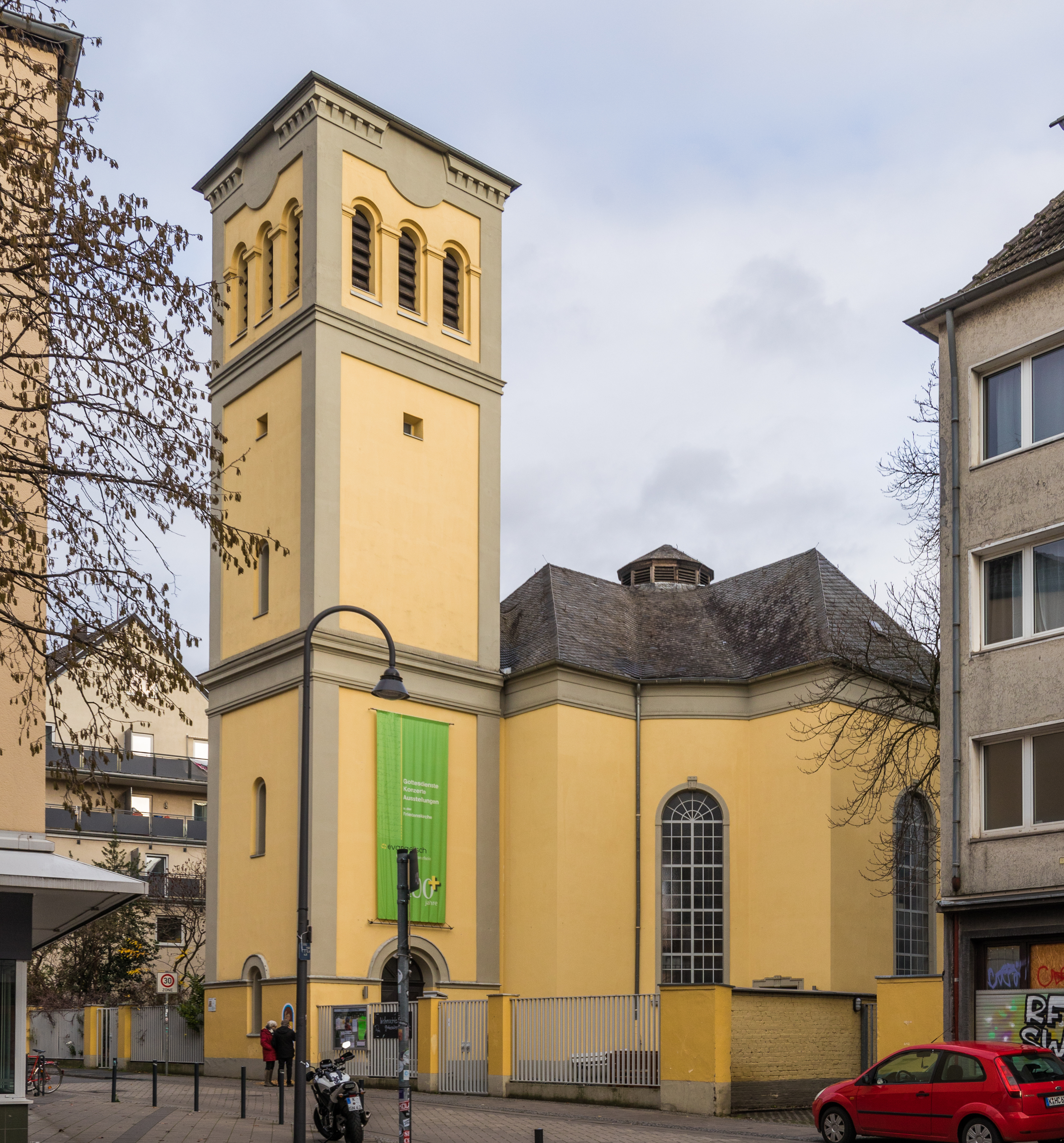
Friedenskirche (Foto: 2020)

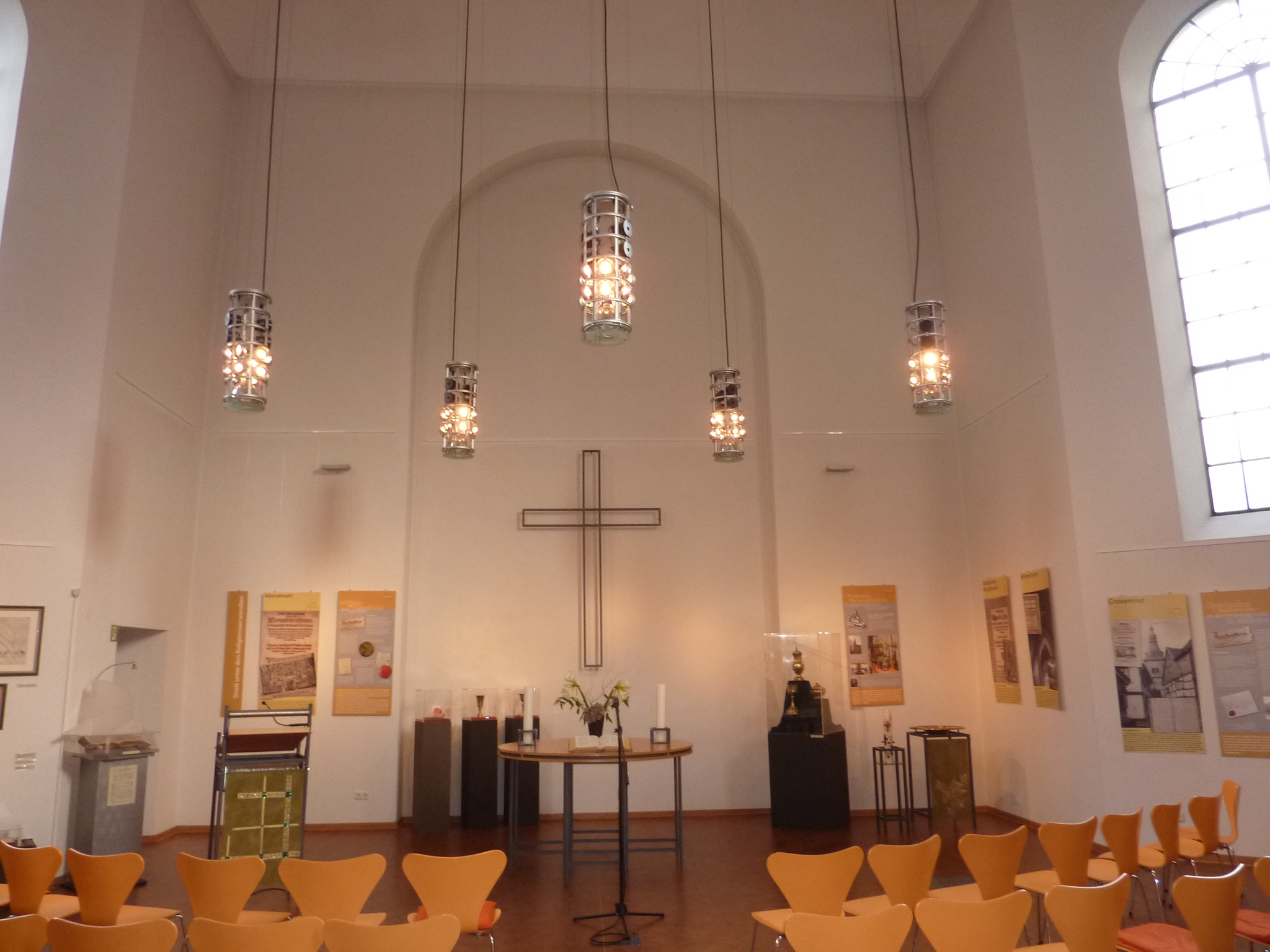
Blick zum Altar (Foto: 2012)

Die Friedenskirche im heutigen Köln-Mülheim ist das älteste evangelische Kirchengebäude im heutigen Köln.

## Geschichte der Gemeinde
1610 erhielten die Lutheraner und die Calvinisten im Herzogtum Jülich-Berg im Verlauf des Jülich-Klevischen Erbfolgestreits das Privileg, in Mülheim eine Kirche zu bauen und Pfarrer zu berufen. So gilt das Jahr 1610 als das Gründungsjahr der Evangelischen Kirchengemeinde Mülheim am Rhein.
Einer der Regenten, Markgraf Ernst, schenkte beiden Glaubensrichtungen im Jahr 1612 ein gemeinsames Friedhofsgrundstück. Die erste lutherische Kirche stand am Wall an der heutigen Kirchturmstraße. Die Reformierten erwarben ein einfaches Predigthaus am Rhein. 1615 brannten die Kölner Festung und Stadt Mülheim nieder, wobei auch die Kirchen verlorengingen. Erst nach Beendigung des Dreißigjährigen Krieges im Jahr 1648 konnte das Gemeindeleben wieder aufleben. Die 1665 am alten Standort neu errichtete Kirche fiel dann im Februar 1784 dem Eisgang des Rheins zum Opfer. Bis zu einem geplanten Neubau konnten die Gottesdienste in der Reformierten Kirche an der Tauben-/Formesstraße gehalten werden.
1837 wurden die zuvor selbständigen Gemeinden auf Anordnung des preußischen Königs Friedrich Wilhelm III. zu einer innerhalb der Kirche der Altpreußischen Union vereinigt. Da nun nur noch eine Kirche benötigt wurde, verkaufte man den kleineren Kirchsaal und nannte die Kirche auf Grund des friedlichen Zusammenschlusses Friedenskirche.

## Kirchenbau
Bereits zwei Jahre nach der Zerstörung konnte 1786 der Kirchenneubau an der heutigen Wallstraße 70–72, etwas entfernter vom Rhein eingeweiht werden. Ihr Baumeister war Willhelm Hellwig. Von 1845 bis 1848 wurde der kreuzförmigen, mit einer Laterne gekrönten Kirche ein Turm nach Entwürfen des Kölner Dombaumeisters Ernst Friedrich Zwirner vorgesetzt. Auffällig sind die auf jeder Seite unter dem Turmabschluss eingebrachten, drei hohen neuromanischen Schallfenster.
Während des Zweiten Weltkriegs wurde der Stadtteil als Folge von Fliegerangriffen weitgehend zerstört. Insbesondere die Einschläge vom 28. Oktober 1944 zogen auch die Kirche in Mitleidenschaft. Nach Wiederaufbau von Gemeindezentrum und der benachbarten Lutherkirche als Notkirche wurde im Jahr 1960 die von den Architekten Carl und Karl-Heinz Klag wiederaufgebaute Friedenskirche erneut eingeweiht. Auf die zuvor doppelt geschweifte Turmspitze mit dazwischenliegender Laterne musste verzichtet werden, sie schließt heute mit einer flachen romanischen Pyramide ab. Das Kircheninnere wurde 1998/99 neu gestaltet.

## Orgeln

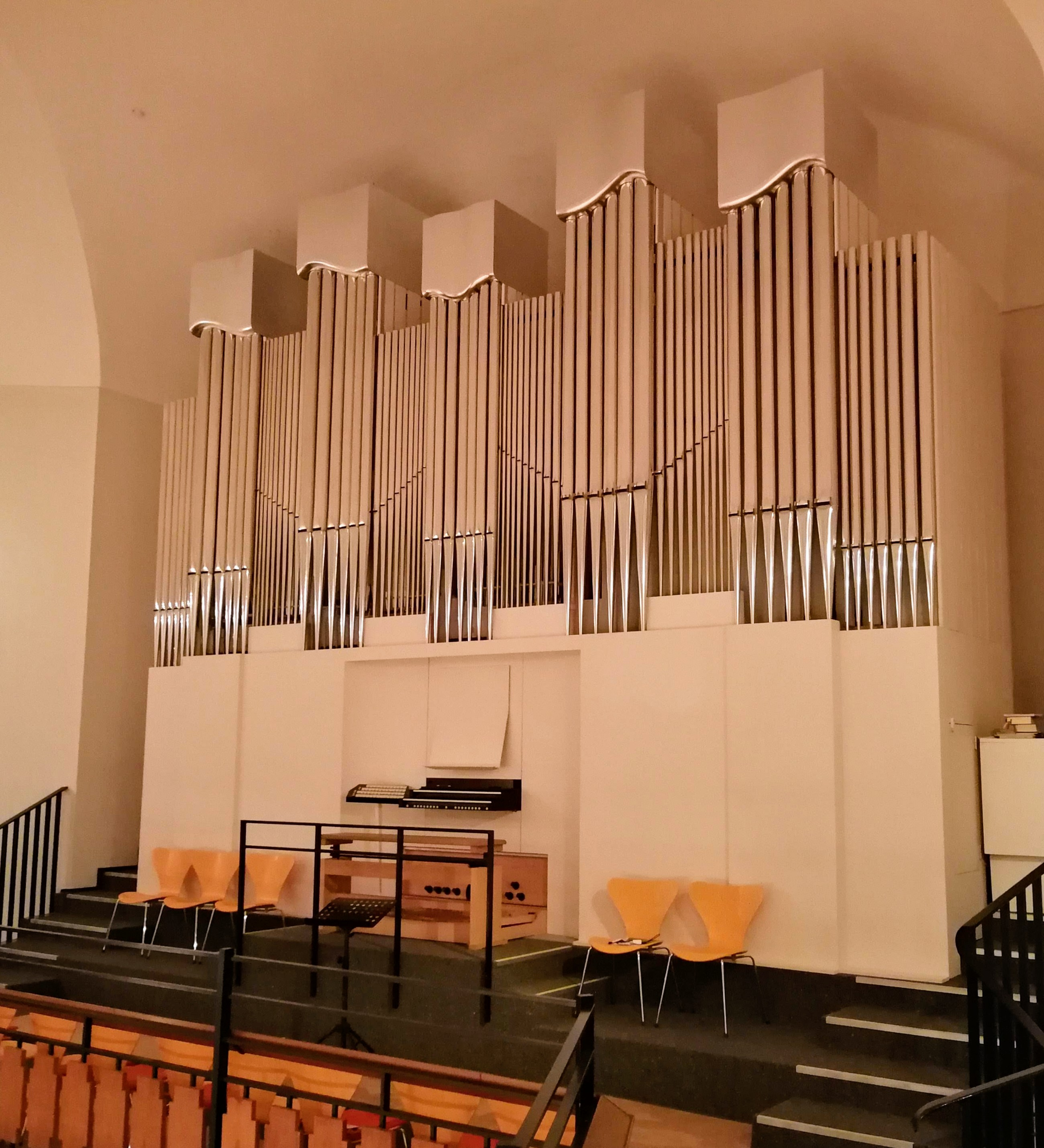
Woehl-Orgel (Foto: 2020)

Die Friedenskirche von 1786 erhielt bereits 1791 auf der Altarseite eine große Orgel, die von dem Orgelbauer Johann Christian Kleine aus Freckhausen errichtet worden war. Das Instrument hatte 27 Register, zwei Pedaltürme und einen übereinander angeordneten Aufbau von Altar, Kanzel und Orgel. Die Kanzel war im Orgelgehäuse integriert. Christian Kleine beschreibt die Orgel in seinen Dispositionssammlungen 1796: „Das Geheuse ist nach Antikem Geschmak eingerichtet und mit Gräffen, Statuen, Vasen und Musikalischen Armaturen prächtig dekorirt.“ Zu diesem Orgelbau ist noch eine Korrespondenz zwischen Kleine und einem anderen Orgelbauer Stumme aus dem Hunsrück erhalten. Hierbei werden vorgebrachte Änderungsvorschläge der Disposition detailliert diskutiert, von Kleine aber verworfen und später auch nicht umgesetzt. Weiterhin ist über die Traktur überliefert, dass bei leichtem Tastendruck nur das Positiv, beim kompletten Niederdrücken die restliche Orgel erklang. Dies ermöglichte eine deutliche Führung der Gemeinde beim Choralgesang. Diese innovative Mechanik verwendete Kleine auch 1795 bei der heute noch weitestgehend erhaltenen Orgel in der Evangelischen Kirche Eckenhagen.
Im Zweiten Weltkrieg wurde die Orgel zerstört. Ein Foto befindet sich im nachgenannten Buch mit Bildnachweis im Landesamt für Denkmalpflege in Bonn. Baupläne und Grundrisse im Nachlass Roetzel, Staatsarchiv in Münster.
Die Disposition der Orgel von Joh. Chr. Kleine aus dem Jahr 1791 lautete:
| I Manual C–f3 |                      |      |
| 1.            | Bordun               | 16′  |
| 2.            | Principal (Prospekt) | 8′   |
| 3.            | Bordun offen         | 8′   |
| 4.            | Fleut Amour          | 8′   |
| 5.            | Violdegamba          | 8′   |
| 6.            | Octava (Prospekt)    | 4′   |
| 7.            | Octava               | 2′   |
| 8.            | Nachthorn gedeckt    | 4′   |
| 9.            | Sesquialter II       | 3′   |
| 10.           | Mixtur IV            | 2′   |
| 11.           | Cimbal II            | 1⁄2′ |
| 12.           | Cornetti IV D        | 1′   |
| 13.           | Trompet              | 8′   |

| II Positiv C–f3 |                      |       |
| 14.             | Principal (Prospekt) | 8′    |
| 15.             | Gedac                | 8′    |
| 16.             | Quintadena           | 8′    |
| 17.             | Violdegamba          | 8′    |
| 18.             | Lamento              | 8'    |
| 19.             | Octava (Prospekt)    | 4′    |
| 20.             | Fleut traver         | 4′    |
| 21.             | Octava               | 2′    |
| 22.             | Scharff V            | 1 ⁄2′ |
| 23.             | Vox humana           | 8′    |
|                 | Schwebung            |       |

| Pedal C–g |             |     |
| 24.       | Subbaß      | 16′ |
| 25.       | Principal   | 8′  |
| 26.       | Violoncello | 8′  |
| 27.       | Posaun      | 16′ |

- Koppeln: II/I, I/P, II/P
- Ventil
- 3 Bälge, 8' lang und 4' breit

1965 baute der Kölner Orgelbauer Willi Peter ein neobarockes Werk mit 17 Registern, das auf der neu errichteten Westempore aufgestellt wurde. Die Orgel hatte eine mechanische Traktur aus Kunststoff und Metall und elektrische Registerzüge. Wegen Mängeln an Elektrik und Traktur wurde das Instrument 2016 stillgelegt und verkauft. Die Ausschreibung für einen Orgelneubau gewann der Orgelbauer Gerald Woehl.
Bis zum Reformationsjubiläum 2017 wurde in einem ersten Bauabschnitt der wichtigste Teil der Orgel fertiggestellt. Wie das Werk von Willi Peter wurde die neue Orgel auf der Westempore errichtet. Der Prospekt wurde in Anlehnung an die erste Orgel von 1791 gestaltet. Das neue Instrument ist ein symphonisches Werk mit 37 Registern (ca. 1.800 Pfeifen), darunter etliche Transmissionen und extendierte Register. Die Orgel besitzt Schleifladen, die Spieltrakturen und die Koppeln sind mechanisch. Einige als Transmissionen genutzte Pfeifenreihen sind elektrisch traktiert, ebenso die Registerzüge. Es ist eine Setzeranlage mit insgesamt ca. 1000 Speicherplätzen vorhanden.
Zum Reformationstag 2018 wurde die Orgel fertiggestellt und in einer Konzertreihe durch namhafte Organisten eingeweiht. Es ist beabsichtigt, weiterhin Orgelkonzerte in der Friedenskirche zu veranstalten.
| I Manual C–a3 |                  |         |
| 01.           | Bordun           | 16′     |
| 02.           | Principal        | 08′     |
| 03.           | Viola da Gamba 0 | 08′     |
| 04.           | Gedackt          | 08′     |
| 05.           | Concertflöte     | 08′     |
| 06.           | Octave           | 04′     |
| 07.           | Viola d’amour    | 04′     |
| 08.           | Quint-Nasard     | 02 ⁄3′  |
| 09.           | Octave           | 02′     |
| 10.           | Terz             | 01 3⁄5′ |
| 11.           | Cornet V         | 08′     |
| 12.           | Mixtur V         |         |
| 13.           | Fagott           | 16′     |
| 14.           | Trompete         | 08′     |
|               | Tremulant        |         |

| II Schwellwerk C–a3 |                         |        |
| 15.                 | Stillgedackt            | 16′    |
| 16.                 | Viola                   | 08′    |
| 17.                 | Unda maris              | 08′    |
| 18.                 | Cor de nuit             | 08′    |
| 19.                 | Fugara                  | 04′    |
| 20.                 | Flauto traverso         | 04′    |
| 21.                 | Harmonia aetheria III 0 | 02 ⁄3′ |
| 22.                 | Piccolo                 | 02′    |
| 23.                 | Horn                    | 08′    |
| 24.                 | Oboe                    | 08′    |
| 25.                 | Vox humana              | 08′    |
|                     | Tremulant               |        |

| Pedalwerk C–f1 |                 |     |
| 26.            | Groß Bordun     | 32′ |
| 27.            | Violon          | 16′ |
| 28.            | Gedacktbass     | 16′ |
| 29.            | Stillgedackt    | 16′ |
| 30.            | Octavbass       | 08′ |
| 31.            | Cello           | 08′ |
| 32.            | Gedackt         | 08′ |
| 33.            | Oktave          | 04′ |
| 34.            | Fagottbass      | 16′ |
| 35.            | Bass-Trompete 0 | 08′ |
| 36.            | Fagott          | 08′ |
| 37.            | Trompete        | 04′ |
|                | Tremulant       |     |

- Koppeln:
  - Normalkoppeln: II/I, I/P, II/P
  - Suboktavkoppeln: I/I, II/I, II/II, I/P, II/P
  - Superoktavkoppeln: I/I, II/I, II/II, I/P, II/P
- Spielhilfen: Crescendowalze, Winddrossel, „Klassischer Wind“ (Imitation historischer Windversorgung)